# 園田泰隆
園田 泰隆（そのだ やすたか、1984年3月16日 - ）は、日本の男性声優、YouTuber。大阪府出身。大阪府立柏原東高等学校卒業後、アミューズメントメディア総合学院大阪校声優学科卒業。以前はアクセントに所属していた。

## 人物
シャイン7期生。
私生活では、舞台女優の矢口愛奈と2019年5月1日(令和改元の日)に入籍をし、同年7月19日には第一子となる女児が誕生。
方言は大阪弁、関西弁。趣味はダンス、サイクリング、ソロキャンプ、カラオケ。特技は剣術、。
イマダトム、園田泰隆、霍本晋規からなるユニット「タマランチ」にて毎月ライブ配信を行っている。
YouTubeチャンネル「そのさんチャンネル」を開設。主にロードバイクを中心とした動画を配信している。愛車はBIANCHI OLTRE XR3。
2022年10月末、所属していた株式会社アクセントを退所し関西へ移住した。

## 出演作品

### テレビアニメ
- ケロロ軍曹（2007年、男子）
- はじめの一歩 New challenger（2009年）
- STAR DRIVER 輝きのタクト（2010年、クラスメイト）
- ジュエルペット きら☆デコッ!（2012年、富良野黄一〈イエロー〉、黄二郎、審査員B、ミートボール、変2、オリーブ、ウシ原）
- PSYCHO-PASS サイコパス（2013年、ヘルメット男）
- ジュエルペット ハッピネス（2013年、生徒）

### 劇場アニメ
- パプリカ（2006年）

### CM
- アクエリアス
- すっぽん小町
- ダイダン
- 銀座総合美容クリニック
- リクルートスタッフィング
- ユニオン建設
- よりそうお葬式